# 德累斯頓 (紐約州耶芝縣)
德累斯頓（英語：Dresden）是位於美國紐約州耶芝縣的村。

## 人口
根據2020年美國人口普查的數據，德累斯頓的面積為0.80平方千米，當中陸地面積為0.78平方千米，而水域面積為0.01平方千米。當地共有人口293人，而人口密度為每平方千米366人。